# Macrothele calpeiana
Macrothele calpeiana, en castellà és coneguda com a araña toro o aranya negra del alcornocal, és una espècie d'aranya migalomorfa, l'única de la família dels hexatèlids (Hexathelidae) a Europa. Es troba al sud de la península Ibèrica i al nord-oest d'Àfrica. Va ser descoberta per Charles Athanase Walckenaer el 1805.
És l'únic aràcnid europeu protegit pels tractats internacionals (Conveni de Berna i Directiva d'Hàbitats). La categoria UICN per a Espanya: VU B1 ab(i, ii, iii)+2ac(i, ii).

## Descripció
És possiblement l'aranya de major grandària d'Europa (femelles 50-60 mm i 40-50 mm per als mascles). S'han observat exemplars de tots dos sexes de més de 80 mm. A igual diàmetre, el cos dels mascles és més petit en comparació de les femelles. Espècie fàcil d'identificar per la gran grandària de la seva fileres (theles) que li donen nom, cefalotòrax, quelícers i apèndixs de color marró vermellós, més o menys fosc. Abdomen marró-violaci, cos cobert de pilositat fosca.

## Distribució
El seu nom, "calpeiana", fa referència al lloc on es va descobrir, la muntanya Calp, actualment coneguda com a Penyal de Gibraltar. Habita principalment en el sud de la península Ibèrica, en àrees molt fragmentades (Ferrández i Fernández de Gespes, 1998 i 2001) particularment a les províncies de Cadis, Màlaga i Huelva, citada també a Granada, Jaén, sud de Portugal, fins i tot més al nord, com a Alacant i Itàlia (encara que aquests exemplars possiblement van ser transportats juntament amb oliveres (Olea europaea) trasplantats, dues cites en el nord d'Àfrica, la primera de Lucas (1846) d'Algèria, no confirmada, la segona de Blasco i Ferrández (1986), dins de l'entorn urbà de la ciutat de Ceuta (Espanya), no tornada a confirmar en els últims deu anys. Sembla que prefereix zones amb força pluja.

## Comportament
Viu en diferents tipus de boscos i matolls, com la sureda, l'alzinar, el roure de fulla petita (quejigal) i l'olivera (Olea europaea). Passa la major part del temps en el seu niu i és fàcil que passi desapercebuda; si se la molesta, tracta de fugir, però també es torna agressiva. Quan es veu acorralada, adopten una típica postura defensiva, aixecant els pedipalps i el parell de potes davanteres, mostrant els quelícers. També es fan la morta d'esquena, sobre l'abdomen. El seu verí no és perillós per als éssers humans, però la seva picada és dolorosa. Construeixen els seus nius, folrant-los amb la seva tela, sota pedres mitjanes o grans. També utilitzen espais buits en els forats dels arbres o en vessants i terraplens, des del nivell del sòl fins a dalt dels arbres. De vegades formen colònies de desenes d'exemplars, situant-se les més grans en el lloc més protegit. Solen abandonar el túnel-teranyina de nit, per sortir de caça o per motius reproductius. Es mostren més actives a l'estiu, sobretot de nit. Moltes vegades mor ofegada, víctima de basses de reg o séquies amb aigua, on li és molt difícil sortir si hi cau. En les estacions fredes romanen en el túnel-teranyina. Poden viure de 4 a 5 anys.

## Reproducció
Els mascles triguen un total de vuit mudes i un any i mig a arribar a adults i moren després de la reproducció; les femelles ho fan en nou mudes. Un ritual d'aparellament observat al juliol de 2013 va durar amb prou feines dos minuts. Un mascle d'uns 8 cm de diàmetre (incloent extremitats) es va acostar a l'entrada del niu d'una femella i va iniciar la parada nupcial amb un moviment rítmic de la seda de l'entrada. Quan va aparèixer una femella, d'una grandària similar, mostrà els pedipalps i el parells d'extremitats davanters aixecats, i ensenyant els poderosos quelícers. El mascle es va posar ràpidament sota ella, subjectant les seves potes i col·locant els seus pedipalps amb el líquid seminal en l'òrgan copulador de la femella i després va marxar ràpidament.
Hi ha un sol període de posta d'ous, amb uns cent ous. Després de l'eclosió, en sortir de la ooteca, les cries són transportades per la femella sobre ella. De petites són de color blanc i posteriorment es tornen més fosques i gradualment s van traslladant a l'entrada del niu. Finalment, s'independitzen i comença la dispersió.

## Galeria
- Aranya toro en la típica postura defensiva.
- Aranya toro parasitada per àcars del gènere Androlaelaps
- Aranya toro mudant l'exosquelet
- Ooteca d'aranya toro, s'observa la coloració clares de les cries recentment sortides, posteriorment enfosqueixen.
- Niu d'aranya toro en un tronc tallat.
- Entrada del niu en el tronc d'una olivera.
- Colònia d'aranya toro en un freixe, a més de 2 metres d'altura.
- Colònia d'aranya toro en un freixe. L'agrupació principal està situada a més de dos metres d'altura, i per sobre dels tres metres hi ha un niu aïllat